# Murat I
Moerad of Murat I (Bursa ?, 1326 - Kosovo Polje, juni 1389) was de derde Ottomaanse sultan in de beginperiode van het Ottomaanse Rijk. Zijn naam is in Arabisch schrift: مراد الأول
Murat was de zoon van Orhan Bey en hij was zijn hele leven bezig de Ottomaanse invloed in Europa uit te breiden door een deel van de Balkan te veroveren.
Hij volgde rond 1360 zijn vader op en begon in 1362 zijn bewind met de verovering van Thracië met Adrianopel, de tweede stad van het Byzantijnse Rijk, dat in 1366 de Europese residentie van de sultans werd.  Hij verdeelde zijn gebied administratief in een Europees en een Aziatisch deel, respectievelijk Rumelië en Anatolië. Hij voerde ook de devşirne en de orde van de Janitsaren in.
Een kruistocht geleid door Amadeus VI van Savoye stuitte de Turkse opmars op de Balkan slechts voor korte tijd (1366-1367).  In 1366 dwong Murat de Servische tsaar Stefan Uroš V belasting te betalen na hem bij Samakovo te hebben verslagen. In 1371 volgde de slag aan de Marica, waarbij Murats leger, geleid door Lala Şahin Paşa, de eerste beylerbey (gouverneur) van Rumelië, een veel groter Hongaars-Servisch-Bulgaars leger versloeg. Een groot deel van de zuidelijke Balkan werd door de Turken ingelijfd.  De vorsten van Servië en Bulgarije werden vazallen van de sultan. In 1381 veroverden de Turken Sofia.
De nieuwe tsaar van Servië, koning Lazarus van Servië, begon een coalitie van Europese landen te smeden om de Turken terug te drijven. Een gezamenlijk leger van Serviërs, Bosniërs, Albanezen, Hongaren en Moldaviërs werd echter in 1389 in de slag op het Merelveld (28 juni 1389) door de Turken verslagen. Tijdens de slag lukte het een Servische ridder, Miloš Obilić, in de tent van Murat I door te dringen door voor te wenden dat hij wilde overlopen. In plaats daarvan vermoordde Obilić de sultan.  Murats zoon Bayezid nam het commando over. Een van zijn eerste daden was de moordenaar van zijn vader te laten terechtstellen.